# Johan de Witt (1694-1751)
Johan de Witt (Dordrecht, 11 december 1694 – Brussel, 27 mei 1751) was een leidend ambtenaar in het financiële en monetaire beleid van de Oostenrijkse Nederlanden. Onder keizer Karel VI en keizerin Maria Theresia was hij auditeur, rekenmeester, raadsheer van financiën en voorzitter van de Rekenkamer.

## Leven
Hij behoorde tot het beroemde regentengeslacht De Witt en droeg dezelfde naam als zijn vader (secretaris van Dordrecht) en zijn grootvader (raadpensionaris van Holland). In de vroege jaren 1720 verhuisde hij naar de Zuidelijke Nederlanden, vermoedelijk in verband met de oprichting van de Oostendse Compagnie. Dit impliceerde dat hij katholiek werd (of al geworden was). Hij bekwam in 1725 de naturalisatie.
In 1731 kocht De Witt een auditeursambt in de Rekenkamer van Vlaanderen. Na twee jaar maakte hij voor de nieuwe gevolmachtigd minister, de graaf van Harrach, een glashelder rapport over de financiële toestand van het land. Harrach was een energiek bestuurder die de rekenkamers unificeerde en niet aarzelde ambtenaren op hun merites te beoordelen. In deze omgeving maakte De Witt snel carrière. In 1734 verving hij de overleden De Vooght in de Raad van Financiën en het volgende jaar al was hij er tweede in rang. In die positie droeg hij sterk bij aan de schuldsanering en aan de oplossing van het handelsgeschil met het prinsbisdom Luik in 1741. 
Het jaar voordien was hij voorzitter geworden van de geünificeerde Rekenkamer. Vanwege zijn niet-Brabantse nationaliteit botste dit op verzet van de Staten van Brabant, die zich beriepen op constitutionele teksten. Nochtans was in zijn aanstellingsbrief de bevoegdheid voor het Brabantse bureau ingeperkt, maar de Staten vonden dat onvoldoende. Het verhinderde niet dat hij tot zijn dood in functie bleef. In 1749 legde De Witt als voorzitter van de jointe voor monetaire zaken ook de basis van de muntsanering in het komende decennium. Met zijn overlijden in 1751 verloor het land een bekwaam en onkreukbaar ambtenaar.

## Bibliotheek
In zijn woning te Brussel bezat Johan de Witt een uitzonderlijk rijke bibliotheek, die terugging op zijn grootvader. Voltaire maakte er tijdens zijn verblijf in Brussel dankbaar gebruik van voor het schrijven van zijn Essai sur les moeurs en Esprit des nations.